# Festival della Valle d'Itria
Festival della Valle d'Itria je cyklus operních a hudebních událostí, které se od roku 1975 každoročně konají v italském městě Martina Franca, v provincii Taranto.
Festival se zaměřuje především na menší a dosud nepublikovaná díla.